# Vườn quốc gia Fundy
Vườn quốc gia Fundy là một vườn quốc gia nằm trên bờ biển phía bắc của vịnh Fundy, tỉnh New Brunswick, Canada, cách Moncton khoảng 90 km về phía tây nam. Với diện tích khoảng 206 km2, vườn quốc gia được chia thành hai phần: một phần được biết đến là bãi thủy triều cao nhất thế giới, và phần thứ hai là một khu vực khe núi dốc được bao phủ bởi rừng hỗn hợp của vân sam đỏ, thông, bạch dương vàng, bạch dương trắng, phong đường và phong đỏ.
Những người Mi'kmaq và Maliseet là những cư dân đầu tiên tại đây. Khu vực đã được chiếm làm thuộc địa vào năm 1820 bởi những người Anh, khi họ canh tác nông nghiệp tự cung tự cấp và khai thác rừng. Bờ sông Upper Salmon và Point Wolfe có những xưởng cưa được xây dựng để khai thác tài nguyên cho đến khi có sự suy giảm và khu vực bị bỏ rơi trong những năm 1920. Ngày 10 tháng 4 năm 1948, vườn quốc gia Fundy được thành lập sau một cuộc đàm phán dài giữa chính quyền cấp tỉnh và liên bang.
Cục Công viên Quốc gia Canada là đơn vị quản lý. Mỗi năm, tại đây đón nó khoảng 260.000 du khách. Đây là khu vực trung tâm của Khu dự trữ sinh quyển Fundy được UNESCO công nhận vào năm 2007.

## Từ nguyên
Tên của vườn quốc gia này được đặt theo vị trí của nó trên vịnh Fundy. Tên Fundy có nguồn gốc từ Fondo trong tiếng Bồ Đào Nha, có nghĩa là "sâu". Tuy nhiên, nhiều khả năng nó là sự biến dạng của "cap fendu", tên gọi cũ trong tiếng Pháp của mũi đất Split. Mũi đất Split nằm trên bán đảo Blomidon ở cửa vũng Minas. Năm 1604, Lescarbot đã sử dụng tên gọi baye Françoise (nghĩa là vịnh François) để đặt cho khu vực. Sau đó, khi Samuel Argall chiếm giữ Port Royal vào năm 1614, người ta đã đặt tên cho nó là Argall's Bay (vịnh Argall). Tên gọi của vịnh là Baye Foundy trên bản đồ của John Thornton vào năm 1688 và Fundi Bay trên bản đồ của Herman Moll vào năm 1720. Vào giữa thế kỷ 18, Bay of Fundy là tên gọi trong tiếng Anh được áp đặt cho khu vực này.

## Địa lý

### Vị trí
Vườn quốc gia có diện tích 205,9 km2, nằm ở phía đông nam tỉnh New Brunswick, trên bờ biển phía bắc của vịnh Chignecto, một đầu của vịnh Fundy. Diện tích chủ yếu của vườn quốc gia này chủ yếu nằm trong giáo phận giáo xứ Alma, và một phần nhỏ thuộc giáo xứ Elgin, cả hai đều nằm tại Albert, ngoại trừ phía tây nằm trong giáo xứ Saint-Martins, Hammond và Waterford. Vườn quốc gia này nằm cách thành phố Moncton 90 km và 110 km từ Saint John. Vườn quốc gia này bảo vệ khu vực tự nhiên của hẻm núi sông Point Wolfe và các khu vực tự nhiên Colline-McManus.

### Địa hình
Vườn quốc gia Fundy nằm ở rìa cao nguyên Caledonian, một cao nguyên nổi lên rất nhanh từ biển cho đến độ cao 300 m. Đỉnh trong vườn quốc gia là đồi Rossiter với độ cao 385 m. Bờ biển trong vườn quốc gia này khắc sâu vào các khe núi, sông Point Wolfe và Upper Salmon gồm các bãi triều, bãi biển dốc thoải, vịnh nhỏ và các vách đá cao đến 150 m.